# Rozérieulles
Rozérieulles é uma comuna francesa na região administrativa de Grande Leste, no departamento de Mosela. Estende-se por uma área de 6,58 km². Em 2010 a comuna tinha 1 403 habitantes (densidade: 213,2 hab./km²).